# Cycloderma
Cycloderma är ett släkte av lädersköldpaddor.
Arter enligt The Reptile Database:
- Cycloderma aubryi
- Cycloderma frenatum